# فويسلاف ميليتش
فويسلاف ميليتش (مواليد 5 يناير 1940) هو لاعب كرة قدم. يلعب مع منتخب يوغوسلافيا لكرة القدم. سبق له أن لعب في كأس العالم لكرة القدم مع منتخب بلاده.

## مسيرته الكروية
لعب فويسلاف ميليتش خلال مسيرته الاحترافية مع 3 أندية في ثمانية عشر موسمًا وسجل خلالها 60 هدف ضمن 440 مباراة. حيث فاز في موسم واحد بالكأس وفي موسم واحد بالدوري.
خاض فويسلاف ميليتش مسيرته مع نادي النجم الأحمر بلغراد في موسم 1960–61 ليلعب معه سبعة مواسم، مشاركًا في 140 مباراة سجل خلالها 10 أهداف. ثم انتقل إلى نادي سوشو في موسم 1967–68 ليلعب معه سبعة مواسم، حيث شارك في 205 مباراة سجل خلالها 38 هدفًا. لينتقل بعدها إلى نادي بيزيرز في موسم 1973–74 ليلعب معه أربعة مواسم، مشاركًا في 95 مباراة سجل خلالها 12 هدفًا.

## روابط خارجية
- فويسلاف ميليتش على موقع الاتحاد الدولي (مؤرشف)  (الإنجليزية)
- فويسلاف ميليتش على موقع قاعدة بيانات كرة القدم.إي يو (الإنجليزية)
- فويسلاف ميليتش على موقع بيانات كرة القدم. دي إي (الألمانية)
- فويسلاف ميليتش على موقع ناشيونال فوتبول تيمز (الإنجليزية)
- فويسلاف ميليتش على موقع Soccerway.com (الإنجليزية)
- فويسلاف ميليتش على موقع عالم كرة القدم.نت (الإنجليزية)